# Colobogaster amorosa
Colobogaster amorosa es una especie de escarabajo del género Colobogaster, familia Buprestidae. Fue descrita científicamente por Obenberger en 1952.